# Nobius rhodiensis
Nobius rhodiensis är en skalbaggsart som beskrevs av Baraud 1976. Nobius rhodiensis ingår i släktet Nobius och familjen Aphodiidae. Inga underarter finns listade i Catalogue of Life.